# Aleksy Andrzej Ożga
Aleksy Andrzej Ożga (ur. 22 listopada 1715 w Iłży, zm. 23 stycznia 1771 w Warszawa) – pijar, nauczyciel, guwerner.

## Życiorys
Urodził się 22 listopada 1715 w Iłży. Nauczał w kolegiach pijarskich w Rzeszowie, Podolińcu, Warszawie i Łowiczu. Wykształcenie pogłębił na studiach w Rzymie w latach 1743-46. Po powrocie do kraju nauczał w Collegium Nobilium pijarów oraz był kaznodzieją w Warszawie.
Trzykrotnie powierzano mu obowiązki wychowawcy i nauczyciela synów polskich magnatów. W 1751 opiekował się za granicą Marcinem Lubomirskim. W dwa lata później jako guwerner podróżował z Alojzym Fryderykiem Bruhlem w jego studiach i naukach w Dreźnie,  Lipsku, Lejdzie oraz we Francji i w Anglii. Trzecim podopiecznym był Kazimierz Rzewuski, który w latach 1766-1768 odbywał podróż edukacyjną do Francji i Holandii.
W latach 1762–65 piastował urząd prowincjała oraz rektora w Warszawie. Zmarł 23 stycznia 1771 w Warszawie.